# Dactylopius
Dactylopius es un género de insectos en la superfamilia Coccoidea, los insectos escamas. Es el único género de la familia Dactylopiidae. Se los conoce como cochinillas, aunque este nombre se refiere específicamente a  la especie Dactylopius coccus (también se usa a veces para referirse a otros insectos que no tienen ninguna relación). Es un insecto de importancia económica históricamente por ser la fuente principal de pigmento rojo, carmín. Su uso en las Américas se remonta al siglo X. El género Dactylopius es también importante porque algunas especies se usan como controles biológicos para controlar algunas especies invasoras.

## Distribución
El género es nativo de Sudamérica y de Norteamérica, incluyendo México y los Estados Unidos. Ahora se distribuye por gran parte del mundo por importación ya sea intencional o accidental.

## Diversidad
Es un género monofilético con siete especies. Además otras han sido transferidas de otros géneros o agregadas después.
- Dactylopius austrinus
- Dactylopius bassi
- Dactylopius ceylonicus
- Dactylopius coccus
- Dactylopius confertus
- Dactylopius confusus
- Dactylopius gracilipilus
- Dactylopius opuntiae
- Dactylopius salmianus
- Dactylopius tomentosus
- Dactylopius zimmermanni